# Jelena Szergejevna Katyina
Jelena Szergejevna Katyina (oroszul: Елена Сергеевна Катина; Moszkva, 1984. október 4.), ismertebb nevén Lena Katyina orosz zenész. A T.A.T.u orosz együttes egyik tagja; a másik tag Julija Volkova.

## Élete

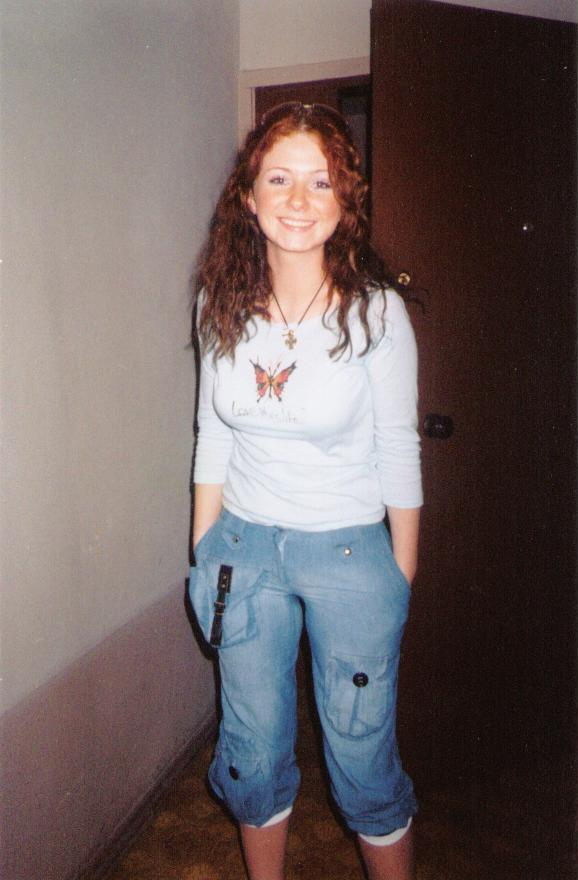
Lena Katyina

1984. október 4-én született Moszkvában, a Katyin család első gyermekeként. Apja, Szergej Katyin, a popiparban dolgozott, anyja Inyessza Katyina. Fiatalabb féltestvérének Katyának más az apja, míg másik féltestvérének Ivannak az anyja. Az egész család ortodox vallású.
1992-ben csatlakozott egy híres orosz gyerek együtteshez, amelynek az „Avenue” nevet viselte. Három évig volt a csapat tagja, majd beválasztották a Nyeposzedi, szintén gyerekekből álló együttesbe.
Ebből az együttesből 15 éves korában lépett ki, ekkor választották be az akkor még Tatu nevet viselő zenei projektbe. Julija Volkova, aki szintén a Nyeposzedi tagja volt, – és ezzel együtt Lena legjobb barátnője – hamarosan csatlakozott a t.A.T.u-hoz.
Lena szeret táncolni, műkorcsolyázni, úszni, zongorázni, olvasni és lovagolni. Ezek mellett elismert zongoraművész, továbbá nagyon jól beszél angolul.
2006-ban egy interjúban elmondta, hogy régebben Led Zeppelint, Deep Purple-t és Pink Floydot hallgatott.

## Karrier
1999-ben elsőként választották be Ivan Sapovalov zenei projektjébe, a t.A.T.u.-ba.